# Sébastien Joly
Sébastien Joly (nascido em 25 de junho de 1979 em Tournon-sur-Rhône ) é um ex -ciclista profissional francês de corrida de estrada, que competiu como profissional entre 2000 e 2011. Em 2006, ingressou na Française des Jeux no UCI ProTour . Ele foi diagnosticado com câncer testicular em 25 de junho de 2007, seu 28º aniversário. Ele foi operado e completou o tratamento de radioterapia em 11 de setembro. Joly se juntou ao ex-time FDJ como treinador na temporada de 2015.

## Palmarés
- 2003
  - Route Adélie

- 2005
  - Tour de Limusino, mais 1 etapa

- 2007
  - Paris-Camembert

- 2009
  - 1 etapa do Circuit de Lorraine

## Resultados em Grandes Voltas e Campeonatos do Mundo
| Corrida            | Corrida            | 2000 | 2001 | 2002 | 2003 | 2004  | 2005  | 2006 | 2007 | 2008 | 2009 | 2010 | 2011 |
| ------------------ | ------------------ | ---- | ---- | ---- | ---- | ----- | ----- | ---- | ---- | ---- | ---- | ---- | ---- |
|                    | Giro d'Italia      | —    | —    | —    | —    | —     | —     | —    | —    | —    | —    | —    | —    |
|                    | Tour de France     | —    | —    | —    | —    | 146.º | 106.º | Ab.  | —    | —    | Ab.  | —    | —    |
|                    | Volta a Espanha    | —    | —    | —    | —    | —     | Ab.   | 68.º | —    | Ab.  | —    | —    | —    |
| Mundial em Estrada | Mundial em Estrada | —    | —    | —    | —    | —     | —     | 71.º | —    | —    | —    | —    | —    |

—: não participa
Ab.: abandono

## Equipas
- Bonjour (2000-2002)
- Jean Delatour (2003)
- Crédit Agricole (2004-2005)
- Française des Jeux (2006-2009)
- Saur-Sojasun (2010-2011)